# Panaspis burgeoni
Panaspis burgeoni — вид сцинкоподібних ящірок родини сцинкових (Scincidae). Ендемік Демократичної Республіки Конго. Вид названий на честь бельгійського ентомолога Луїса Буржона.

## Поширення і екологія
Panaspis burgeoni мешкають в горах Рувензорі і в передгір'ях на схід від них. Вони живуть у вологих гірських тропічних лісах, у лісовій підстилці. Зустрічаються на висоті до 2500 м над рівнем моря.